# Cumberland Island-häst
Cumberland Island-hästen är en hästras som lever i vilt tillstånd på Cumberland Island utanför Georgias kust i USA. De förvildade hästarna härstammar från de hästar som togs till ön av spanska conquistadorer och av de hästar som fördes till ön senare av familjen Carnegie som landade på ön med en egen hjord med hästar. Idag är en stor del av Cumberland Island en nationalpark där hästarna lever vilda. 

## Historia
Under 1400-talet och ända in på 1500-talet for de spanska conquistadorerna mellan Spanien och Amerika och med sig hade de bland annat sina berömda spanska hästar. Dessa hästar blev förfäder till många hästraser i både Nord- och Sydamerika. En liten del av de hästar som fördes över till Amerika med de spanska skeppen hamnade på olika öar utmed USA:s kustremsa, oftast när ett skepp förlist. En del hästar släpptes även fria eller rymde på fastlandet och simmade över till öarna. 
Den första dokumentationen om hästar på Cumberland Island härstammar från 1742 under kriget mellan England och Spanien över Fort Andrews på norra delen av ön. Spanjorerna hittade då ett femtiotal av dessa hästar inne i fortet. Men tyvärr sköts dessa hästar ihjäl och fortet brändes ner. 
Under den Amerikanska revolutionen (1776-1783) belägrades ön av amerikansk militär och användes som en station för kavallerihästar. När soldaterna drabbades av brist på mat dödades många av de vilda hästarna för att man skulle få hästkött. Generalen Nathanael Greene skrev 1785 att över 200 hästar och mulor gick på ön och att många av dem användes som transportmedel för att sig längs med öns nästan 30 km långa kuststräcka och även för lättare jordbruk. De frigående hästarna samlades ihop en gång om året och de bästa hästarna såldes av plantageägarna för ca 5 dollar per häst. 
Under amerikanska inbördeskriget (1861-1865) flydde många av öborna och plantageägarna till fastlandet. Under krigets slut hade nästan alla hästar sålts av eller tagits med till fastlandet och stammen hade drastiskt sjunkit i antal. Ön var helt obefolkad ända fram till 1881 när Thomas Carnegie köpte större delen av ön och byggde upp huset Dungeness som tidigare hade störtats i inbördeskriget. Thomas och hans fru Lucy gjorde om ön till ett semesterparadis och köpte bland annat in hästar från Florida och Georgia som hade samma stamfäder som vildhästarna på Cumberland Island. 
Cumberland Island-hästarna blev erkända först 1981 som en egen typ och räknades då till 144 hästar. Redan 1995 hade antalet vuxit till 239 vilda hästar. DNA-tester togs på hästarna för att avgöra deras härstamning och för att avgöra om de var en egen ras eller om de tillhörde en gren av andra förvildade hästraser som Carolina marsh tacky, Bankerhästen eller Florida cracker horse. DNA-testerna visade dock att hästarna genotypiskt hade mycket gemensamt med de vilda hästarna på fastlandet, men tack vare inflytandet av Carnegie-familjens hästar kunde de fastställas som en egen ras.

## Egenskaper
Cumberland Island-hästarna visar starkt inflytande från de spanska hästarna som utgjorde rasens stamfäder, bland annat med en lätt böjd nacke och en utåtbuktande nosprofil. Cumberland Island-hästarna har däremot längre ryggar och ben än många andra förvildade hästar på fastlandet och på andra öar utanför kusten. Cumberland Island-hästarnas vanligaste färg är dessutom den tigrerade, prickiga färgen som är relativt ovanligt hos dessa andra raser. 
Cumberland Island-hästarna är ca 150 cm i mankhöjd och de exemplar som har tämjts har visat sig vara utmärkta ridhästar med ett lugnt och lätthanterligt temperament. Det tuffa kustklimatet längs sandstränderna och det tropiska klimatet inne i skogarna har gjort hästarna tåliga och sunda och utan krav på mycket foder. 